# چکالوفسک، روسیه
شهر چکالوفسک، روسیه (به روسی: Чкаловск) در کشور روسیه و در اوبلاست نیژنی نووگورود واقع شده‌است.